# Olympics de Boston
Les Olympics de Boston sont une équipe américaine de hockey sur glace qui évolue de 1940 à 1952 dans l'Eastern Amateur Hockey League (EAHL), l'équipe est parfois surnommée les 'pics, contraction de Olympics.

## Histoire
Fondés par Walter A. Brown, les Olympics sont une franchise amateur qui rassemble les joueurs de talent de la ville de Boston et rejoint l'EAHL en 1940. Peu après, l'équipe fait face à une diminution de la qualité des joueurs en raison de la Seconde Guerre mondiale ; pour garder une équipe compétitive, Brown signe un accord avec les Bruins de Boston qui fait des Olympics leur club-école. Cet accord est une réussite pour la franchise qui remporte ensuite quatre championnats consécutifs de 1944 à 1947. Mais en 1948, seules deux franchises, les Olympics et les Rovers de New York, sont capables de commencer la saison ce qui force la ligue à suspendre ses activités pour la saison et les deux équipes rejoignent alors la Ligue de hockey senior du Québec. En raison de résultats médiocres et du faible engouement du public, l'équipe se retire du championnat le 17 décembre 1948. Les Olympics retournent dans l'EAHL qui reprend ses activités en 1949 mais ils suspendent leurs activités en 1952.

## Résultats
| Saison  | Ligue |    | PJ | V  | D | N  | Pts | BP  | BC |
| 1940–41 | EAHL  | 65 | 23 | 36 | 6 | 52 | 203 | 242 |    |
| 1941–42 | EAHL  | 60 | 34 | 20 | 6 | 74 | 263 | 218 |    |
| 1942–43 | EAHL  | 46 | 24 | 21 | 1 | 49 | 186 | 184 |    |
| 1943–44 | EAHL  | 45 | 39 | 4  | 2 | 80 |     |     |    |
| 1944–45 | EAHL  | 48 | 32 | 13 | 3 | 67 |     |     |    |
| 1945–46 | EAHL  | 52 | 32 | 12 | 8 | 72 | 258 | 162 |    |
| 1946–47 | EAHL  | 56 | 25 | 26 | 5 | 55 | 284 | 273 |    |
| 1947–48 | EAHL  | 48 | 14 | 29 | 5 | 33 | 139 | 177 |    |
| 1947–48 | LHSQ  | 47 | 12 | 35 | 0 | 24 | 178 | 289 |    |
| 1948–49 | LHSQ  | 26 | 7  | 18 | 1 | 15 | 99  | 166 |    |
| 1949–50 | EAHL  | 43 | 16 | 20 | 7 | 39 | 146 | 169 |    |
| 1950–51 | EAHL  | 54 | 25 | 24 | 5 | 55 | 187 | 191 |    |
| 1951–52 | EAHL  | 66 | 38 | 27 | 1 | 77 | 246 | 240 |    |

## Records de la franchise
- Parties jouées : Osborne Anderson - 174
- Buts marqués : Eddie Barry - 101
- Aides : Assists - Bob Schnurr 86
- Points :Points - Bob Schnurr - 161
- Minutes de pénalités : Eddie Barry - 272

## Crédit d'auteurs
- (en) Cet article est partiellement ou en totalité issu de l’article de Wikipédia en anglais intitulé « Boston Olympics » (voir la liste des auteurs).